# Potony
Potony je obec v maďarské župě Somogy. V roce 2011 zde žilo 196 obyvatel. Leží 3 km od hranice s Chorvatskem, kterou tvoří řeka Dráva.